# کوه کوبور
کوه کوبور (به لاتین: Mount Kubor) یک کوه در پاپوآ گینه نو است که در استان چیمبو واقع شده‌است. کوه کوبور ۴٬۳۵۹ متر بالاتر از سطح دریا واقع شده‌است.